# Autoversnipperaar
Een autoversnipperaar (Eng. car shredder) is een hamermolen die gebruikt wordt voor de recycling van autowrakken. De autoversnipperaar is in de jaren zestig ontwikkeld in de Verenigde Staten door Fritz Enterprises. Een gemiddelde Europese shredder is ontworpen voor een capaciteit van ongeveer 25 tot 50 ton aan voertuigen per uur, maar in de Verenigde Staten zijn er zelfs nog grotere.

## De versnipperinstallatie
Een typische versnipperinstallatie bestaat uit een aanvoersysteem, een luchtafvoersysteem, de hamermolen zelf en één of meerdere sorteerstappen voor ijzerhoudende en niet-ijzerhoudende metalen en voor het versnipperresidu (Eng. shredder residue, kortweg SR).
De installatie draagt bij aan de recycling doordat het een auto verwerkt tot makkelijker hanteer- en verwerkbare metaaldeeltjes. Van alle machines die er voor deeltjesverkleining van staalhoudend plaatmateriaal voorhanden zijn, is de autoversnipperaar degene die procentueel de grootste deeltjesverkleining oplevert. Soortgelijke installaties worden niet alleen voor personenvoertuigen gebruikt, maar ook voor wasmachines en koelkasten. Afhankelijk van het vermogen van het apparaat, kan het een materiaaldikte aan tot maximaal 10 centimeter. Deeltjesverkleining van massieve stalen objecten als spoorrails is echter niet mogelijk met een autoversnipperaar.

## Versnipperprocedure

### Handmatige ontmanteling
Voordat een auto de versnipperaar in gaat, wordt hij eerst handmatig ontdaan van vloeistoffen en ander chemisch afval (brandstoffen, smeerolie, accuzuur en batterijen, enzovoort), van glaswerk,  verlichting, bumpers, radiatorgrill, stoelen en andere eenvoudig te verwijderen onderdelen. De autoverwerkende industrie heeft onderling afspraken gemaakt over wat er per automerk precies verwijderd kan en moet worden. De resultaten hiervan zijn weergegeven in het International Dismantling Information System (IDIS).

### Eigenlijke versnipperingsproces
Nadat de handmatige ontmanteling heeft plaatsgevonden, begint het daadwerkelijke versnipperingsproces. Een autowrak wordt de versnipperaar ingevoerd, van opzij (met een lopende band) of van boven (met een kraan). Doorgaans wordt het wrak dan direct geplet met twee draaiende rollen. 
Als primaire stap worden de autodeeltjes aan stukken gesneden tussen draaiende hamers en een vast aambeeld. Dit 'snijden' is het meest efficiënt wanneer het materiaal bekneld wordt tussen het aambeeld en de hamers. Als secundaire stap worden de stukjes materiaal in de versnipperaar herhaald verbogen en er treden voortdurend afschuifkrachten op. Dit effect wordt versterkt wanneer er meer materiaal in de versnipperaar aanwezig is. Het uiteinde van de versnipperaar bestaat uit een raster met gleuven van zo'n 150 mm breed. Hierdoor kunnen alleen die deeltjes die klein genoeg zijn vermalen de versnipperaar verlaten. 

### Afzuigsysteem
Een autoversnipperaar is uitgerust met een afzuigsysteem. In eerste instantie dient dit systeem om te voorkomen dat eventuele nog in het voertuig aanwezige brandstof explodeert. In de tweede plaats worden lichte niet-metalen zoals purschuim, folie en textiel ermee verwijderd uit de materialenstroom. Deze verwijderde fractie wordt versnipperresidu  genoemd, wat in Engelstalige literatuur ook wel voorkomt als Automotive Shredder Residue (ASR). 

## Typen shredders
Autoversnipperaars kunnen gecategoriseerd worden op basis van hun vermogen:
- Miniversnipperaars (tot 250 kW); capaciteit <10.000 ton per jaar; geschikt voor verpakkingsmateriaal, elektronica e.d.
- Gemiddelde versnipperaars (250-750 kW); capaciteit 10.000-40.000 ton per jaar; geschikt voor voorgesneden afval, zoals voorgesneden autowrakken zonder motor
- Grote versnipperaars (750-2200 kW); capaciteit 40.000-125.000 ton per jaar; meest populair in Europa, en ook veel gebruikt in de rest van de wereld
- Zeer grote versnipperaars (2200-5100 kW); capaciteit tot 600.000 ton per jaar; hoofdzakelijk toegepast in Noord-Amerika